# ComicBook.com
ComicBook.com — сайт, освещающий комиксы, кино, телевидение, видеоигры и аниме.

## История
Сайт был открыт в 2007 году Джо Блэкмоном. В нём публикуются новости и рецензии в развлекательной сфере. По сообщениям газеты The Tennessean к 2012 году сайт насчитывал около 1,7 миллиона постоянных пользователей. В 2018 году ComicBook.com был продан компании ViacomCBS.